# 테멜 카라몰라올루

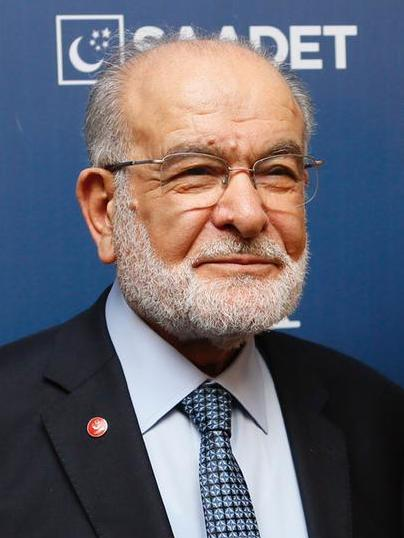
테멜 카라몰라올루

테멜 카라몰라오글루(튀르키예어: Temel Karamollaoğlu, 1941년 9월 20일 ~ )는 튀르키예의 정치인으로 2016년 이래 행복당의 대표이다.
카흐라만마라시에서 태어나서 영국 맨체스터 대학교에서 섬유 기술을 전공했다. 터키 국가 계획 기구에서 근무했고, 1975년에 터키 과학산업부에 취직하면서 정계에 입문했다. 슬하에 5명의 자녀를 두었다.
튀르키예의 대표적인 이슬람주의자인 그는 1989년부터 1995년까지 시바스 시장직을 지냈다. 1977년부터 1980년까지, 1996년부터 2002년까지 국회의원을 역임한 바 있다. 2018년 터키 대통령 선거에서 행복당 후보로 출마했다.

## 역대 선거 결과
| 선거명      | 직책명        | 대수 | 정당   | 득표율 | 득표수    | 결과 | 당락 |
| ----------- | ------------- | ---- | ------ | ------ | --------- | ---- | ---- |
| 2018년 선거 | 터키의 대통령 | 13대 | 행복당 | 0.89%  | 443,704표 | 5위  | 낙선 |